# Vincent Black Shadow
La Vincent Black Shadow è una motocicletta prodotta dalla Vincent dal 1948 al 1955. Fu un'evoluzione della "Rapide" di Phil Irving ed era una bicilindrica con un motore OHV V-twin da 1000 cm³, angolo tra i cilindri di 50 gradi, cambio in blocco e rapporto di compressione di 7,3:1.
Con prestazioni molto superiori rispetto alle altre concorrenti dell'epoca (la velocità massima era di poco superiore ai 200 km/h), divenne ben presto un mito negli USA.
Il suo nome deriva dal fatto che tutto il veicolo, motore compreso, era verniciato appunto di nero, ma le sue particolarità non si fermavano a questo, la moto montava delle sospensioni molto avanzate per l'epoca, nella sua costruzione veniva fatto un largo uso di metalli leggeri come l'alluminio ed era progettata per una manutenzione molto semplificata.
La costruzione di questo modello è stata effettuata in circa 1.800 esemplari.
All'epoca in cui la moto debuttò, rappresentava una delle moto più all'avanguardia e veloci su strada, tanto da essere più prestazionale della'automobile più veloce dell'epoca, la Jaguar XK120.

## La foto in costume
La famosa foto di un uomo in costume da bagno sdraiato su una Vincent non è una Black Shadow ma una Black Lightning.
La Black Lightning era più leggera di 100 libbre, grazie anche allo smontaggio di tutti i particolari stradali della moto, e più potente di 25 hp rispetto all'originale Black Shadow. In uno dei suoi libri, Phil Irving (uno dei designer) disse che ne furono prodotti solo 16 esemplari all'incirca. La Black Lightning è la Vincent più veloce mai prodotta.
La foto in costume riproduce Rollie Free, che guida sulla pista del lago salato di Bonneville il 13 settembre 1948. Al primo tentativo raggiunse le 148 miglia orarie (238 km/h), che era già un record di velocità, ma non abbastanza per Free. Notando le difficoltà con la sua tuta causate dal vento, Free indossò un costume da bagno, un cappellino e un paio di scarpe da tennis e tentò nuovamente il record. Avendo diminuito il suo attrito con l'aria, Free superò i 150 mph, precisamente arrivando a 150,313 mph (241,905 km/h), battendo il suo precedente record.
La moto fa attualmente parte della collezione di Herb Harris di Austin, nel Texas.